# Liste der Kulturdenkmale im Concelho Marinha Grande
In der Liste der Kulturdenkmale im Concelho Marinha Grande sind alle Kulturdenkmale des portugiesischen Kreises Marinha Grande aufgeführt.

## Kulturdenkmale nach Freguesia

### Marinha Grande
|   | Offizielle Bezeichnung                                                 | Beschreibung | Kategorie        | Stufe | Jahr | Bild |
| - | ---------------------------------------------------------------------- | ------------ | ---------------- | ----- | ---- | ---- |
| 1 | Fábrica Lusitana de Vidros Angolana                                    |              | Zivilarchitektur | VC    | 1999 |      |
| 2 | Casa Taibner de Morais Santos Barosa (oder Palácio dos Barosa)         |              | Zivilarchitektur | IIM   | 1997 |      |
| 3 | Residenz von Guilherme und João Diogo Stephens (heute: Museu do Vidro) |              | Zivilarchitektur | IIP   | 1967 |      |
| 4 | Casa alpendrada am Largo Ilídio de Carvalho                            |              | Zivilarchitektur | IIM   | 1980 |      |

Legende: IIP – Imóvel de Interesse Público; IIM – Imóvel de Interesse Municipal; VC – Klassifizierung läuft